# Бородинка (Брянская область)
Бородинка — деревня в Унечском районе Брянской области в составе Высокского сельского поселения.

## География
Находится в центральной части Брянской области на расстоянии приблизительно 22 км на восток-юго-восток по прямой от вокзала железнодорожной станции Унеча.

## История
Упоминалась с начала XVIII века как владение Стародубского магистрата (с 1736 - владе¬ние рода Шираев). До 1781 входила в 1-ю полковую сотню Стародубского полка. В середине XX века работал колхоз "Красный ударник". В 1859 году здесь (деревня Мглинского уезда Черниговской губернии) учтено было 37 дворов, в 1892—56. 

## Население
Численность населения: 214 человек (1859 год), 422 (1892), 71 человек (русские 99 %) в 2002 году, 45 в 2010.